# Iberanum
Iberanum  (лат.) — род равнокрылых цикадовых насекомых из семейства Issidae (Fulgoroidea, Homoptera). 2 вида.

## Распространение
Западная Палеарктика, Средиземноморье.

## Описание
Первый членик задних лапок (метатарсомер) с 5-7 апикальными шипиками. Крылья развиты и достигают последнего сегмента брюшка (pygofer Архивная копия от 15 июля 2015 на Wayback Machine). Метопе (лоб) в верхней части без горизонтальных поперечных килей. Форма тела компактная, голова короткая и широкая. Надкрылья плотные, короткие. Ноги короткие и крепкие.
- Iberanum dlabolai  Gnezdilov, 2003 typus — Испания
- Iberanum nuragicum  Gnezdilov & Mazzoni, 2004 — Сардиния (Италия), Корсика (Франция)